# Вільям В. С. Торн
Вільям В. С. Торн (англ. William V.S. Thorne; 1 січня 1865 — 6 лютого 1920) — колишній американський тенісист.
Найвищим досягненням на турнірах Великого шолома був фінал в одиночному розряді.
Завершив кар'єру 1888 року.

## Фінали турнірів Великого шолома

### (1 поразка)
| Результат | Рік  | Турнір        | Покриття | Суперник      | Рахунок            |
| --------- | ---- | ------------- | -------- | ------------- | ------------------ |
| Поразка   | 1884 | Чемпіонат США | Трава    | Говард Тейлор | 4–6, 6–4, 1–6, 4–6 |